# Saururus cernuus
A Saururus cernuus a borsvirágúak (Piperales) rendjébe és a Saururaceae családjába tartozó faj.

## Előfordulása
A Saururus cernuus eredeti előfordulási területe Észak-Amerika keleti fele. A következő államokban lelhető fel: Kelet-Texas, Kansas, Florida, valamint Michigan és New York. A kanadai Ontario tartomány déli részein is vannak állományai.
Manapság világszerte gyógynövényként és dísznövényként ültetik.

## Megjelenése
Ez a mocsári növényfaj, körülbelül 1 méter magasra is megnőhet.

### Fordítás
- Ez a szócikk részben vagy egészben  a   Saururus cernuus című angol Wikipédia-szócikk ezen változatának fordításán alapul.  Az eredeti cikk szerkesztőit annak laptörténete sorolja fel. Ez a jelzés csupán a megfogalmazás eredetét és a szerzői jogokat jelzi, nem szolgál a cikkben szereplő információk forrásmegjelöléseként.